# Tire-toi une bûche
Albums de Mes Aïeux
En famille La ligne orange
Tire-toi une bûche est un album enregistré en concert par le groupe de musique néo-traditionnelle québécois Mes Aïeux et paru fin 2006. En octobre 2008, il avait été vendu à 125 000 exemplaires.
| CD    | CD                             | CD    | CD | CD | CD | CD | CD | CD | CD |
| No    | Titre                          | Durée |    |    |    |    |    |    |    |
| ----- | ------------------------------ | ----- | -- | -- | -- | -- | -- | -- | -- |
| 1.    | La Lettre                      | 3:15  |    |    |    |    |    |    |    |
| 2.    | Dégénérations/Le Reel du fossé | 5:14  |    |    |    |    |    |    |    |
| 3.    | Nous Sommes (inédit)           | 3:50  |    |    |    |    |    |    |    |
| 4.    | Mononcle Prémi                 | 3:37  |    |    |    |    |    |    |    |
| 5.    | La Corrida de la Corriveau     | 5:38  |    |    |    |    |    |    |    |
| 6.    | Train de vie (Le Surcheval)    | 7:01  |    |    |    |    |    |    |    |
| 7.    | L'héritage                     | 5:29  |    |    |    |    |    |    |    |
| 8.    | En vérité                      | 11:44 |    |    |    |    |    |    |    |
| 9.    | Descendus au chantier          | 7:17  |    |    |    |    |    |    |    |
| 10.   | Remède miracle                 | 6:30  |    |    |    |    |    |    |    |
| 11.   | Qui nous mène?                 | 4:44  |    |    |    |    |    |    |    |
| 12.   | Swigne la bacaisse             | 8:42  |    |    |    |    |    |    |    |
| 73:04 |                                |       |    |    |    |    |    |    |    |

| 1.  | La Lettre                               |  |
| 2.  | Dégénérations/Le Reel du fossé          |  |
| 3.  | À le rencontre de l'esprit flottant     |  |
| 4.  | Mononcle Prémi                          |  |
| 5.  | La naissance d'une légende              |  |
| 6.  | Train de vie(Le Surcheval)              |  |
| 7.  | La grande déclaration                   |  |
| 8.  | Extrait de Mal de Terre (Hubert Reeves) |  |
| 9.  | Le repos du guerrier                    |  |
| 10. | Palmas por favor                        |  |
| 11. | La Corrida de la Corriveau              |  |
| 12. | Le yâbe est dans la cabane              |  |
| 13. | Remède miracle                          |  |
| 14. | 2096 (chanson à boire)                  |  |
| 15. | Qui nous mène?                          |  |
| 16. | Bulletin spécial                        |  |
| 17. | Ton père est un croche                  |  |
| 18. | Swinge la bacaisse                      |  |